# Juncus ramboi
Juncus ramboi är en tågväxtart som beskrevs av Manuel Barros. Juncus ramboi ingår i släktet tåg, och familjen tågväxter. Inga underarter finns listade i Catalogue of Life.